# 王柢
王柢（1911年1月28日—2013年10月8日），字伯柢，铁道工程专家、西南交通大学资深教授、综合优化工程决策原则的创立者。

## 生平
祖籍江西省东乡县，出生于北京。先后就读于天津南开中学、北京师范大学附属中学、1929年考入国立清华大学土木系，1933年毕业，是清华五级校友。在清华读书时，他曾连续四年获得家乡江西省提供的奖学金。1944年，王柢以全国第一名的成绩考取了政府公派赴美留学。由于成绩极为突出，美方在迎接他们的仪式上宣布，王柢的身份改为研究员，并给研究员的待遇。后成为美国工程师协会终身会员。1948年下半年，时任国民政府交通部材料试验所（今交通部公路總局材料試驗所）所长。
中共建政后，他参与创建铁道科学研究院作。1949—1956年任唐山工学院土木工程系教授；王柢1955年加入九三学社，后为九三学社四川省委员会顾问。1956—1972年任唐山铁道学院铁道工程系教授；1972年后任西南交通大学教授，土木工程系主任。首次在土木工程系开设都市规划和铁路站场课程。1985年，铁道部邀请王柢解决建设侯月铁路的费用问题。运用“综合优化”原理，王柢成功将22.7亿的预算降低至19亿以下，为政府节省了近4亿元开支。
2013年10月8日于四川成都去世，享年102岁。